# Ahmose II.
Ahmose II. (řecky Αμασίς – Amasis) byl panovník 26. dynastie ve starověkém Egyptě v Pozdní době. Je považován za posledního významného vládce samostatného Egypta. Podílel se na řecko-lýdské alianci proti expanzi perské říše.

## Historický vývoj

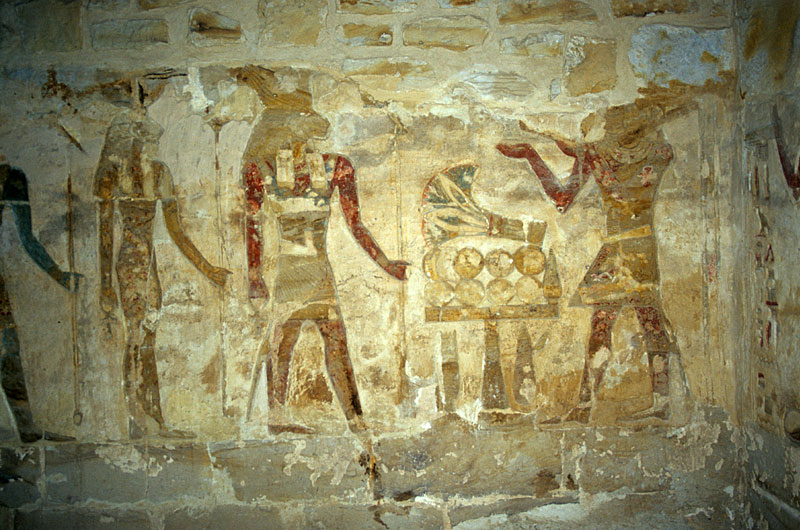
Král Amasis obětuje víno bohu

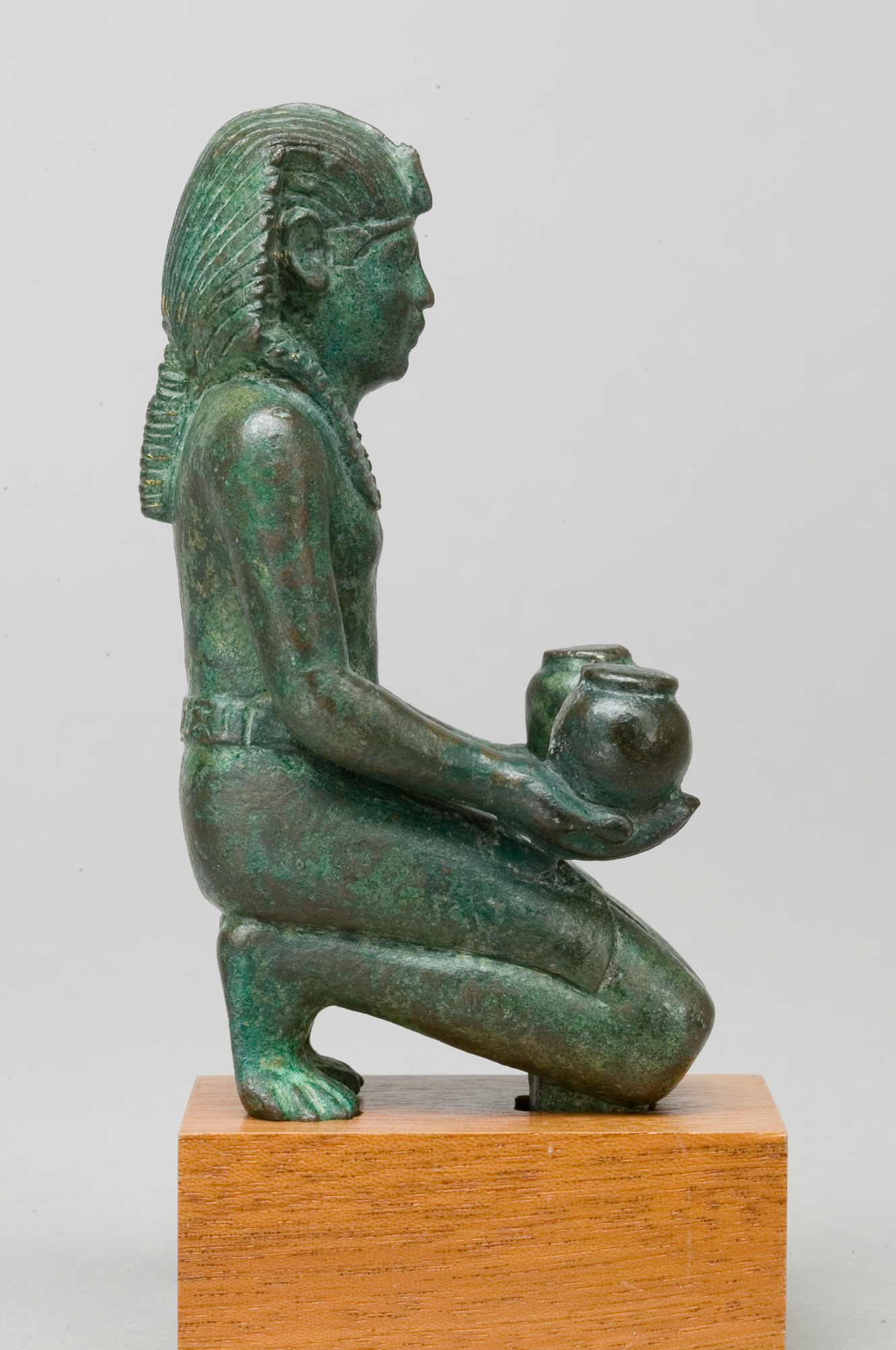
Klečící král Amasis

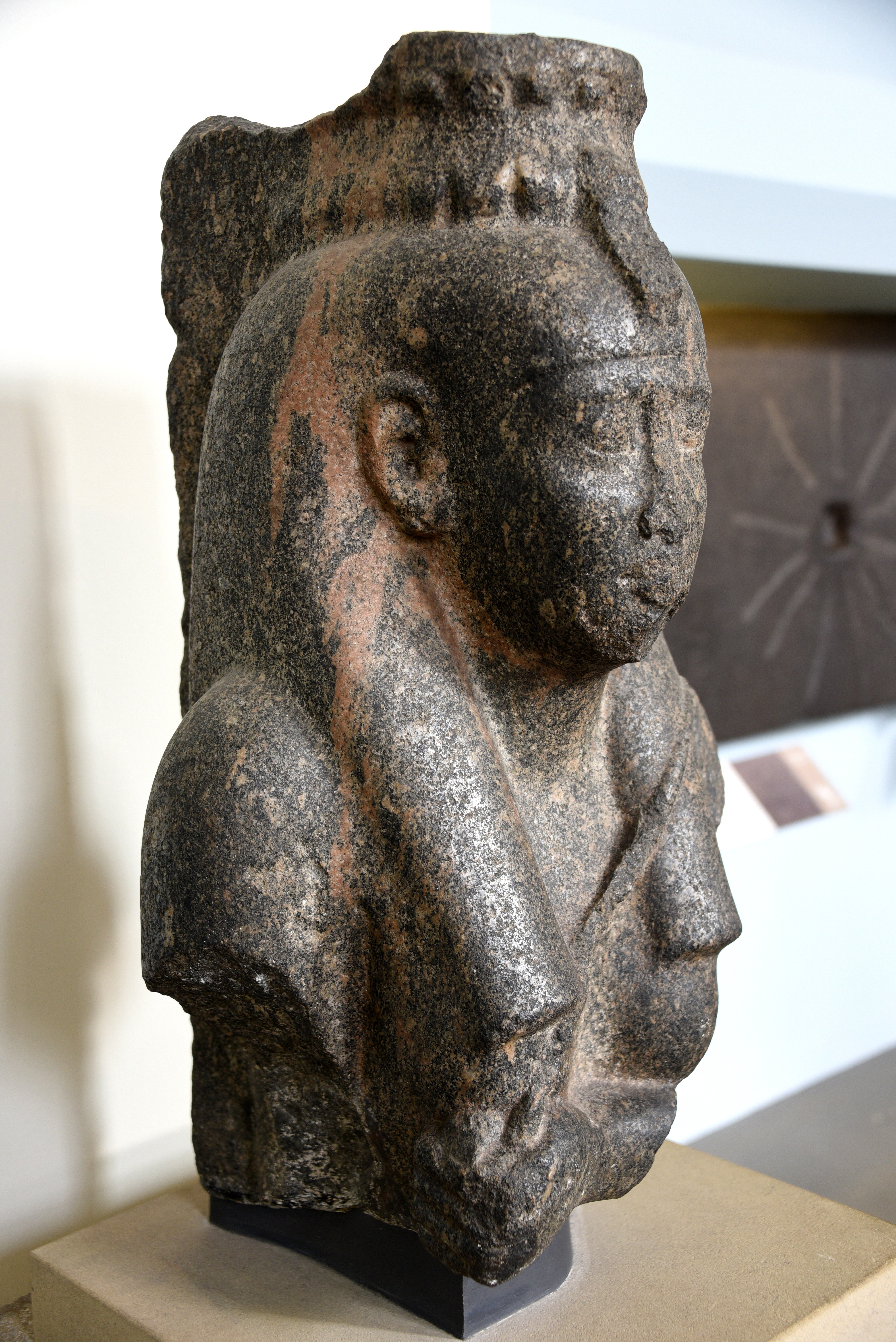
Socha královny Tasherenes, matky krále

Původně byl generálem ve vojsku faraona Psammetika II. v období 595–589 př. n. l. a následně za vlády a následníka Apriese. Při expedici do Núbie ve vojsku Apriese vznikla vzpoura. Generál Amasis vzpouru s podporou řeckých jednotek potlačil, v roce 570 se střetl s vojskem Apriese a porazil jej. Apries se uchýlil do vyhnanství v Bybylonii.
I když Amasis nebyl původem z dynastické rodové posloupnosti, opíral se o vlivné rody Dolního Egypta. Prohlásil se se za faraona a konsolidoval správu země, která za jeho dlouhé vlády prosperovala. Udržoval dobré vztahy z Řeckem, které se datovaly již od jeho dětství, které strávil na ostrově Samos. Jako vládce Egypta poskytl vojenskou pomoc vládci Samosu Polykratovi před vpádem Lakemoidanů. Jestliže na počátku své vlády potlačoval nepokoje na jihu poblíž hranic s Nubií, pak ke konci své vlády vzrůstal tlak expandující Perské říše, a to již za vlády Kýra II, syna Kambýsa I. Podlehl až jeho synovi Kambýsovi II. Herodotus, k tomuto období, popisuje jeho žádost, aby mu Amasis poslal dceru vhodnou být jeho manželkou. Volba padla na dceru Nitocris, které ale v té době bylo již 44 let a tedy pro manželství byla zcela nevhodná a pro perského vládce urážlivá. Má si zato, že si to Kambýsés II. vzal za záminku pro přepadení Egyptu. Amasis, zřejmě vyčerpáním z vojenských tažení, zemřel šest měsíců před vpádem Peršanů do Egyptu. Rok narození Amasise se odhaduje ~610–600 př. n. l. takže zemřel v pokročilém věku ~75 let. Vlády v Egyptě se ujal syn Amasise, Psammetik III. Ten se pokoušel zadržet Perašany budování obrany poblíž města Pelusia Přičemž na severní i západní hranici Egyptu byly již v 18.dynastii budovány pevnosti, například u ostrova Elefantina, měst Semna a Kumma, v deltě Nilu u Naukratis, Heliopolis a další  Psammetik III. tyto pevnosti využil k upevnění obrany. Konečná bitva se však odehrála v roce 525 př. n. l. u Pelusia kde se střetli s Peršany ale byli zde poraženi. Egypt se stal jednou z provincií Perské říše.

## Památky a artefakty
Hrobka Amasise se nacházela v okolí chrámu bohyně Neity v Saiské nekropoli, někdy nazývaného „Dům včely“ . Dosud však nebyla identifikována. V hlavním sídle v Sais nechal zbudovat monumentální vstupní bránu do chrámu bohyně Neit,  před ním několik kolosálních soch a řadu sfing. V Horním i Dolním Egyptě nechal postavit několik chrámů. Zachovaly se četné nápisy se jménem Amasiase, jako je například žulový monolit z ostrova Elefantina, později přemístěný do Tel et-Mai poblíž Théb.